# هرم مربع‌القاعده
در هندسه، هرم مربع‌القاعده هرمی است که قاعده آن مربع باشد. اگر راس عمود بر بالای مرکز مربع قرار داشته باشد، یک هرم مربع راست است و دارای تقارن C4v است. اگر تمام ضلع‌هایش برابر باشد، هرم مربع متساوی الاضلاع است و اولین جسم جانسون یعنی J1 می‌باشد.

## روابط

### همه اهرام مربع‌القاعده
در هرم مربع‌القاعده ای با حجم V و ارتفاع h و ضلع قاعده l همواره حجم با با رابطه{\displaystyle V={\frac {1}{3}}l^{2}h} محاسبه می‌گردد.

### اهرام مربع‌القاعده راست
در هرم مربع سمت راست، تمام اضلاع جانبی دارای طول یکسانی هستند، و اضلاع غیر از قاعده مثلث متساوی‌الساقین هستند.
در هرم مربع راست با طول ضلع قاعده l و ارتفاع h و مساحت کل A و حجم V همواره روابط زیر برقرارند:
{\displaystyle A=l^{2}+l{\sqrt {l^{2}+(2h)^{2}}}}
{\displaystyle V={\frac {1}{3}}l^{2}h}
و ضلع جانبی برابر با:
{\displaystyle {\sqrt {h^{2}+{{l^{2}} \over {2}}}}}
و ارتفاع مثلث‌های وجوه جانبی برابر با:
{\displaystyle {\sqrt {h^{2}+{{l^{2}} \over {4}}}}}
و زوایا بین وجوه برابر با:
1. بین قاعده و وجهی جانبی:{\displaystyle \arctan \left({{2\,h} \over {l}}\right)}
2. بین دو وجه جانبی:{\displaystyle \arccos \left({{-l^{2}} \over {l^{2}+4\,h^{2}}}\right)}

### جسم جانسونJ1
اگر تمام اضلاع دارای طول یکسانی باشند، وجوه جانبی هرم مثلث‌های متساوی الاضلاع هستند، و هرم، هرم مربع‌القاعده متساوی الاضلاع (جسم جانسون J1) نامیده می‌شود.
اگر طول هر ضلع را l و ارتفاع را h و مساحت کل را A و حجم را V در نظر بگیریم همواره روابط زیر برقرارند:
{\displaystyle h={\frac {1}{\sqrt {2}}}l}
{\displaystyle A=(1+{\sqrt {3}})l^{2}}
{\displaystyle V={\frac {\sqrt {2}}{6}}l^{3}.}
و زوایا بین وجوه برابر با:
1. بین قاعده و وجهی جانبی:{\displaystyle \arctan {{\biggl (}{\sqrt {2}}{\biggl )}}\approx 54.73561^{\circ }.}
2. بین دو وجه جانبی:{\displaystyle \arccos {\biggl (}{-1 \over 3}{\biggl )}\approx 109.47122^{\circ }.}